# Zeča
Zeča est une île de Croatie située à l'est de Cres en mer Adriatique. C'est l'une des îles du nord de la baie de Kvarner.